# Pränafa
Pränafa is een historisch merk van motorfietsen, van Präcisions Naben Fabrik GmbH. Het was een Duitse fabriek in Solingen die voor veel merken brom-- en motorfietsen kwaliteitsnaven maakte. Er werd in 1950 een miniscooter gemaakt, voorzien van een 16 cc tweetaktmotor van Richard Küchen. De scooter leek het meeste op een gemotoriseerde step, waarop een zadel was aangebracht. De motorproductie van Pränafa bleef beperkt tot het prototype van deze scooter.